# Ефективна маса
Ефективна маса — величина, яка характеризує інерційні властивості квазічастинок із параболічним
законом дисперсії.
Ефективна маса здебільшого позначається латинською літерою m із астериском: m*. До цього позначення додається нижній індекс, який вказує, до якої із квазічастинок це позначення стосується.
Використовується індекс «e» для електронів, «h» для дірок, «ex» для екситонів тощо
Ефективна маса вимірюється здебільшого в одиницях маси вільного електрона.
Ефективна маса використовується у напівкласичному описі кінетичних явищ в твердих тілах. Рух квазічастинки, наприклад, електрона провідності, дірки чи екситона у зовнішніх полях в багатьох випадках аналогічний руху вільної частинки у
вакуумі, проте із іншою масою.

## Математичне формулювання
Квазічастинки характеризуються законом дисперсії, тобто залежністю енергії від квазі-імпульсу. У багатьох випадках найважливішими
є ті стани квазічастинок, які мають найменшу енергію, тобто розташовані поблизу мінімумів закону дисперсії. В околі мінімуму закон дисперсії можна
розкласти в ряд і зобразити у вигляді
{\displaystyle E=E_{0}+\sum _{i,j}a_{ij}(k_{i}-k_{0i})(k_{j}-k_{0j})\,},
де {\displaystyle E} — енергія, {\displaystyle \mathbf {k} } — хвильовий вектор, {\displaystyle E_{0}} — енергія дна зони, {\displaystyle \mathbf {k} _{0}} — точка зони Брілюена, в якій досягається мінімум
дисперсійної кривої, {\displaystyle a_{ij}} — характерні для даного кристалу й даної квазічастинки коефіцієнти розкладу.
{\displaystyle a_{ij}=\left.{\frac {1}{2}}\,{\frac {\partial ^{2}E(\mathbf {k} )}{\partial k_{i}\partial k_{j}}}\right|_{\mathbf {k} =\mathbf {k} _{0}}}.
Тензор ефективної маси вводиться таким чином, щоб
{\displaystyle a_{ij}={\frac {\hbar ^{2}}{2}}m_{ij}^{*-1}}.
Ефективна маса в загальному випадку тензорна величина. У випадку, коли мінімум дисперсійної кривої знаходиться в центрі зони Брілюена (Γ точка), ефективна маса стає скаляром. Така ситуація реалізується, наприклад, для електронів провідності в арсеніді галію, для дірок у кремнії чи германії. У цьому випадку закон дисперсії квазічастинки в околі дна зони записується
у вигляді
{\displaystyle E=E_{0}+{\frac {\hbar ^{2}k^{2}}{2m^{*}}}}.
У випадку електронів провідності в кремнії існує 6 еквівалентних мінімумів дисперсійної кривої в зоні Брілюена (6 долин). В такому випадку ефективна
маса суттєво тензорна величина. Тензор другого рангу можна привести до діагональної форми, перейшовши у власну систему координат. В цій системі координат, осі якої збігаються із осями кубічної кристалічної ґратки, тензор ефективної маси має вигляд
{\displaystyle m^{*-1}=\left({\begin{matrix}{\frac {1}{m_{\perp }}}&0&0\\0&{\frac {1}{m_{\perp }}}&0\\0&0&{\frac {1}{m_{\parallel }}}\end{matrix}}\right)}

## Ефективні маси поширених напівпровідників
Вказані в таблиці значення можна використовувати для обчислення густини станів. Для опису кінетичних явищ потрібно
враховувати анізотропію
| Матеріал  | Електрон | Дірка |
| Група IV  |          |       |
| Si (4.2K) | 1.08     | 0.56  |
| Ge        | 0.55     | 0.37  |
| III-V     |          |       |
| GaAs      | 0.067    | 0.45  |
| InSb      | 0.013    | 0.6   |
| II-VI     |          |       |
| ZnO       | 0.19     | 1.21  |
| ZnSe      | 0.17     | 1.44  |